# Крамер, Александр Фёдорович
Александр Федорович Крамер (1799 или 1800 — 1871, Радивилов, Кременецкого уезда, Волынской губернии) — генерал-майор. 

## Биография
Будучи в чине подполковника, отличился в военной службе и был возведен в Георгиевские кавалеры 4 ст. 
В последние годы жил в приграничном городке Радзивилов (ныне г. Радивилов, Ровненской области, Украина). Здесь и похоронен (могила хорошо сохранилась).